# Врело (пещера)
Вижте пояснителната страница за други значения на Врело.
Врело (на македонска литературна норма: Врело) е система от две пещери (подводна и надземна) в каньона Матка близо до Скопие, Северна Македония. Името Врело се отнася по-скоро към разположената на повърхността пещера докато подводната ѝ част се нарича Подврело.
Пещерата е разположена на десния бряг на река Треска като подводната ѝ част достига дълбочина над 240 m, което я нарежда сред най-дълбоките подводни пещери в Европа и света и на първо място на Балканския полуостров. Дължината на пещерата е 450 m, а височината - 98 m. Въпреки че е изследвана нееднократно от местни и чуждестранни водолазни експедиции, Врело все още крие много тайни и никой не е успял да установи на каква дълбочина е нейното дъно. През 2009 г. Министерството на икономиката на Македония отделя нови 1300 евро за проучвания, тъй като пещерата е сред номинираните за новите седем чудеса на света.
В пещерата има множество сталактити и сталагмити, а най-впечатляващи са т.нар. колони близнаци с кристалнобял цвят и височина около 6 m. Врело има две езера - малко с формата на цифрата шест и голямо. Малкото езеро достига ширина 8 m, дълбочина и дължина 15 m. Голямото е с дължина 35 m, ширина 15 m и дълбочина 15-18 m. Езерата са се образували едва в 1936 г. след строежа на водохранилището на Матка.
Врело е обитавано от колония прилепи.
В пещерата има и т.нар. „концертна зала“, в която след като тя е била отворена за посетители е свирила Филхармонията на Македония. Вляво от тази зала се виждат камъни изписани със знаци, вероятно писменост, която тепърва трябва да бъде изследвана и разчетена.
Пещерата се посещава от туристи като достъпът се осъществява с лодки (достигането до входа на пещерата е за около 20 минути).